# تاركنت أهل مولاي اعل
تاركنت أهل مولاي اعل هي بلدة ريفيّة موريتانية تقع في مقاطعة امبود في منطقة كوركول في موريتانيا.

## الموقع
تقع بلدة تاركنت أهل مولاي اعل شرق ممنطقة كوركول في موريتانيا، وتبلغ مساحتها 708 كيلومتر مربع، ويحدها من الشمال بلدية تيكوبرا، ومن الشرق بلدية سوفة وبوعنز وولد امبني، ومن الغرب بلدة انجاجبني، ومن الشمال الغربي بلدة امبود.

## السكان
شهدت بلدة اركنت أهل مولاي اعل نموًّا سكانيًّا ملحوظًا خلال القرن الحادي والعشرين، حيث ارتفع عدد سكان البلدة من 8294 نسمة في عام 2000، إلى 9645 نسمة في عام 2013 بمُعدل نمو سنوي بلغ 1.2٪ على مدى 13 عامًا.

## التاريخ
تأسست بلدة تاركنت أهل مولاي اعل بموجب المرسوم الصادر في 20 أكتوبر عام 1987 بشأن تأسيس البلديات الموريتانية. ويشغل الشيخ اسويدي بوبه منصب عمدة بلدة تاركنت أهل مولاي اعل في الوقت الحالي.

## الاقتصاد
تُشكل الزراعة النشاط الاقتصادي الرئيسي لسكان بلدة اركنت أهل مولاي اعل مثلهم في ذلك مثل سكان جميع البلدات الموريتانية الموجودة في المنطقة تقريبًا. ومع ذلك فلا يزال اقتصاد البلدة متواضعًا وهش بسبب ما يواجهه من عقبات تُعرقل محاولات تنميته، ولا سيما الظروف المناخية أو قلة الإمكانيات المتوفرة للمزارعين. وفي سبيل للتغلب على هذه المعوقات، قامت الحكومة الموريتانية بالتعاون مع المنظمات غير الحكومية المختلفة لتمويل عدد من المشاريع التي تُساعد على تحسين الظروف المعيشية لسكان البلدة.